# Convención sobre la prohibición de utilizar técnicas de modificación ambiental con fines militares u otros fines hostiles (ENMOD)
La Convención sobre la Prohibición del Uso de Técnicas de Modificación del Medio Ambiente con Fines Militares o con cualquier otro Fin Hostil, también conocida como Convención ENMOD, es el tratado internacional que prohíbe el uso militar y cualquier otro uso hostil de las técnicas de modificación del medio ambiente. La convención se abrió con la firma el 18 de mayo de 1977, en Ginebra y entró en vigor el 5 de octubre de 1978.

## Historia
La preocupación por la manipulación del medio natural con fines militares o hostiles consigue la atención por la política internacional a principios de los '70, con la toma de conciencia sobre el impacto del "Agente Naranja" en la Guerra de Vietnam. Los Estados Unidos entablarán las negociaciones con la Unión Soviética para explorar la posibilidad de un acuerdo internacional por el que "se prohíbe la utilización de cualquier actividad de modificación medioambiental o geofísica como arma de guerra" (1973), y el examen del Ministerio de Defensa sobre los aspectos militares del clima y otras técnicas de modificación medioambiental, en los que se da a conocer la siembra de nubes en la Guerra de Vietnam (1974).

En el summit de Moscú de julio de 1974, el presidente Richard Nixon y el Secretario General Leonid Brézhnev acordaron entablar conversaciones bilaterales para superar el peligro de la utilización de técnicas de manipulación del medio natural con fines militares. En agosto de 1975, los Estados Unidos y la Unión Soviética, gracias a la mediación del Secretario General de las Naciones Unidas, Kurt Waldheim, presentaron el proyecto de Convención a la Conferencia del Comité de Desarme y allí prosiguieron intensas negociaciones que concluyeron, en 1976, con el cierre de los trabajos de redacción. 

La Convención, aprobada por la Resolución 31/72 de la Asamblea General de las Naciones Unidas el 10 de diciembre de 1976, entró en vigor el 5 de octubre de 1978.
A continuación se celebraron dos conferencias de revisión en 1984 y, tras la Guerra del Golfo, en 1992.

## Fecha de ratificación
Hay 48 estados firmantes, 16 de los cuales aún no han ratificado el tratado. En total, 76 estados se han adherido a él.
El día 18 de mayo de 1977, el plenipotenciario de España firmó la convención en Nueva York.

## Objetivo
La convención prohíbe el uso militar y cualquier otro uso hostil de las técnicas de modificación medioambiental con efectos extensos, duraderos  o severos. El término "técnicas de modificación medioambiental" se refiere a toda técnica finalizada a modificar, mediante la manipulación deliberada de procesos naturales- la dinámica, la composición y la estructura de la Tierra, incluyendo su biosfera, litosfera, hidrosfera y atmósfera, así como el espacio exterior.
Los criterios para la definición de estas técnicas  no están definidos en el cuerpo de la convención sino en el Entendimiento sobre el Artículo I que, citando lo que ha surgido en la fase de negociación, expresa los términos:
- "Extenso": se refiere a un área de varios cientos de kilómetros cuadrados
- "Duradero": como resultado de un período de meses o de al menos una temporada
- "Severo": relacionado con una acción que causa daños graves o significativos a la vida humana, natural a los recursos económicos u otras actividades.

Los dos primeros criterios se evalúan con parámetros cuantitativos y el último con elementos cualitativos que se refieren en parte al concepto de desarrollo sostenible.
La prohibición de la guerra climática, es decir, la utilización de técnicas de modificación del clima o de geoingeniería para causar daños o destrucciones, también se recoge en el Convenio sobre la Diversidad Biológica de 2010.

## Contenido
La Convención contiene diez artículos y un anexo sobre el Comité Asesor de Expertos. Los acuerdos relativos a los artículos I, II, III y VIII también forman parte integrante de la Convención. Estos entendimientos no se incorporan a la Convención, pero forman parte del acto de negociaciones y se incluyeron en el informe enviado por la Conferencia del Comité de Desarme a la Asamblea General de las Naciones Unidas en septiembre de 1976.
La Convención no protege el medio ambiente de ningún daño causado por la guerra o acciones hostiles, pero prohíbe las técnicas ofensivas que transforman el medio ambiente en un arma, atribuible a las técnicas de manipulación ambiental.  Además, la Convención se aplica solo en caso de conflictos entre estados, por lo tanto,tan  el uso de estas técnicas en caso de guerras dentro de los estados como los experimentos están excluidos del alcance.
En caso de violaciones, la Convención no establece responsabilidad directa, sino que exige que las partes se consulten y cooperen juntas. Además, si uno o más estados sospechan que otras partes están violando la Convención, se les invita a presentar una queja en el Consejo de Seguridad de las Naciones Unidas, que investigará. Al final, se invita a las partes a apoyar a los estados afectados por el daño causado por las técnicas de manipulación ambiental. El funcionamiento de la Convención es, por lo tanto, preventivo, dirigido principalmente a evitar y minimizar los daños a través de la cooperación, consulta, apoyo y realización de investigaciones en cualquier caso de violación real o presunta. 
Además de prohibir el uso de técnicas de manipulación ambiental para fines bélicos o hostiles, la Convención aprueba específicamente el uso de estas técnicas con fines pacíficos, como la inseminación de nubes para causar lluvia y la fotosíntesis artificial para la reducción de dióxido de carbono.
https://www.icrc.org/es/download/file/3641/1976_enmod.pdf==Ejemplos históricos==
La Convención llamó a la atención de la política internacional luego de las operaciones del gobierno iraquí dentro de la Guerra del Golfo, que también volvió a saltar sus limitaciones:
- la desecación de los humedales de Mesopotamia en un intento de destruir el medio ambiente de las minorías chiitas Mandan constituye una técnica de manipulación según lo que decía la Convención. Sin embargo, la violación no existe porque Irak no ha ratificado el tratado y la Convención no se aplica a acciones hostiles dentro de los estados ;
- los numerosos derrames de petróleo en el medio ambiente no representan una violación de la Convención, más allá de la incapacidad de Irak de ratificarla, ya que en ese caso el medio ambiente fue el blanco del daño y no el medio.

- Datos: Q488546